# Lowlands 1999
Lowlands 1999 (voluit: A Campingflight to Lowlands Paradise) werd van 27 tot 29 augustus 1999 gehouden in Biddinghuizen. Het was de 7e editie van het Lowlandsfestival. Met 55.000 verkochte kaarten werd het bezoekersrecord van 45.000 (Lowlands 1998) verbroken.

## Artiesten (selectie)
| - 7 Zuma 7 - Angelo - Arab Strap - Arid - Atari Teenage Riot - Biohazard - Breakbeat Era - Chaos - City Groovez 2000 - CIXX - Controverse Allstars - Dab (artiest) - Dark-O - Daryll-Ann - Deadly Avenger - Def P - dEUS - De Vliegende Panters - Dimitiri - Dimmu Borgir - DJ EDC - DJ Hepcat - Dover - Dreazz & MC Dart - Dropkick Murphys - Dub Inferno - Dylan - Dyzack - Eden - Ed Rush & Optical - Envoy - Eric Denz-da-Denz - Ethan Reid & Pete Reilly - E Watcha - Fountains of Wayne - Frankie D | - Freq Nasty - Fullmoonband - Gang Starr - George Oostdijk - Green Velvet - Groove Armada - Handsome 3some - Headrillaz - Idlewild - Jah Free & Vibronics - Johnny Dowd - Jorge Reyes - Josz - J. Perkin - Junkie XL - Kashmir - King Shiloh - Kitachi - Krezip - Kula Shaker - Layo & Bushwacka! - L-Dopa - Les Rythmes Digitales - Lit - Luke Slater - Marcel Kruup - Marky - Masters of Reality - MC Ivoryman & The Godsquad - Michel de Hey - Mr. C - Nubian - Orbital - Pitchshifter - Postman | - Project 2000 - Public Enemy - Pure Science - Radar - Rae & Cristian - Reef - Remy - Robob - Roni Size & Dynamite MC - Sander Kleinenberg - Scram C Baby - Sick of It All - Silverchair - Smog - Soulwax - Speedy J - Spinna - SS John B & MC Warren G - Steve Rachmad - Suede - Super Furry Animals - Supergrass - Terry Francis - The Chemical Brothers - The Delgados - The End Soundsystem - The Jon Spencer Blues Explosion - The Living End - The Notwist - The Offspring - The Vandals - Thimbles - U-Gene & Oh-Jay - Wipneus en Pim (dj-duo) - Zita Swoon |

1967 · 1968 · 1993 · 1994 · 1995 · 1996 · 1997 · 1998 · 1999 · 2000 · 2001 · 2002 · 2003 · 2004 · 2005 · 2006 · 2007 · 2008 · 2009 · 2010 · 2011 · 2012 · 2013 · 2014 · 2015 · 2016 · 2017 · 2018 · 2019 · 2020 · 2021 · 2022 · 2023 · 2024